# Aspilota brunigaster
Aspilota brunigaster är en stekelart som beskrevs av Fischer 1976. Aspilota brunigaster ingår i släktet Aspilota och familjen bracksteklar. Inga underarter finns listade.